# Northwest Territorial Imperative

Une carte montrant en rouge les frontières possibles du Northwest Territorial Imperative.

Le Northwest Territorial Imperative (en français : « Impératif territorial du Nord-Ouest », parfois raccourci en Northwest Imperative) désigne un projet idéologique d'extrême droite visant à créer un ethno-État blanc dans le Nord-Ouest des États-Unis. Cette région comprendrait principalement les États de Washington, de l'Oregon, de l'Idaho, du Montana et du Wyoming.
Développé dans les années 1980 par des figures du suprémacisme blanc américain comme Robert Miles et Richard Butler, ce concept est ensuite repris par diverses organisations nationalistes blanches, dont The Order, Wotansvolk et le Northwest Front.

## Définition
Le Northwest Territorial Imperative désigne un projet de création d'un ethno-État blanc dans le Nord-Ouest des États-Unis. Cette région comprendrait principalement les États de Washington, de l'Oregon, de l'Idaho, du Montana, du Wyoming et parfois la Californie du Nord. La stratégie préconisée consiste pour les racialistes blancs à s'installer dans cette région, à y acquérir des terres et à y fonder des familles nombreuses,.

## Origines
Le Northwest Territorial Imperative s'appuie sur l'histoire raciale de la région du Nord-Ouest des États-Unis, notamment l'Oregon dont la constitution (en) interdisait aux Noirs d'y vivre, clause qui resta en vigueur jusqu'en 1926.
Bien que l'idée soit généralement attribuée à Robert Miles qui l'aurait formulée vers 1982,, d'après Betty A. Dobratz et Stephanie L. Shanks-Meile, Donald Clerkin de l'Euro-American Alliance aurait également joué un rôle dans son développement initial en proposant le concept d'« Europolis », un campement armé à établir dans un terrain difficile d'accès.

Logotype de l'organisation Nations aryennes.

La conceptualisation de ce projet a également été attribuée à Richard Butler, qui l'appelle initialement la Ten Percent Solution (en français : « Solution à dix pour cent »). Butler, qui s'installe à Hayden Lake (Idaho) en 1974 et y fonde la Church of Jesus Christ–Christian en 1977 puis l'organisation Nations aryennes en 1979, s'appuie sur les conceptions religieuses du mouvement Christian Identity pour justifier ce projet. Sa vision implique l'expulsion ou le « rapatriement » de toutes les populations non-blanches.

## Réappropriations du concept
Le groupe terroriste The Order, branche dissidente des Nations aryennes, a pour objectif de déclencher une révolution raciale en Amérique du Nord et d'établir un bastion séparatiste blanc dans le Nord-Ouest américain.
Ron McVan, l'un des fondateurs de l'organisation politico-religieuse Wotansvolk, initialement réticent à cette idée, finit par soutenir l'établissement d'un territoire séparatiste blanc dans le nord-ouest des États-Unis après avoir selon lui été confronté à une « réalité raciale » de plus en plus précaire. Il voit désormais cette option comme la seule alternative viable pour la survie de ce qu'il définit comme la race aryenne.
David Lane, cofondateur de Wotansvolk et membre de The Order, présente dans son roman KD Rebel un futur au sein duquel des nationalistes blancs établissent une région autonome appelée Kinsland dans les territoires du Colorado occidental, de l'Utah, de l'Idaho, du Montana et du Wyoming. Dans cette fiction, des rebelles organisés sous le nom de Kinsland Defenders mènent une insurrection contre le gouvernement fédéral américain. Lane explique dans son œuvre que la géographie du Nord-Ouest américain, avec ses forêts et vastes étendues, serait propice à une guerre de guérilla permettant la création d'un territoire séparatiste blanc. Il compare ce terrain à celui du Viêt Nam, où l'armée américaine n'a pas réussi à vaincre l'insurrection, et suggère que cette région pourrait servir de base à un soulèvement similaire.

Le drapeau du Northwest Territorial Imperative tel qu'imaginé par Harold Covington dans sa série de romans.

Le groupe suprémaciste blanc Northwest Front, dirigé par Harold Covington, poursuit l'objectif du Northwest Territorial Imperative en décrivant son projet comme « une version blanche d'Israël ». Covington publie par ailleurs à partir de 2003 une série de romans promouvant le Northwest Territorial Imperative. Dans ces ouvrages, Covington décrit une future insurrection armée menée par une organisation nommée Northwest Volunteer Army aboutissant à la création d'une république blanche séparatiste dans les états de Washington, de l'Oregon, de l'Idaho et des parties du Montana et du Wyoming.
Covington y développe une stratégie de guérilla régionale plutôt que nationale, considérant qu'une guerre d'usure économique et des actions ciblées pourraient contraindre le gouvernement américain à céder un territoire limité. Sa stratégie s'inspire des insurrections en Irak selon l'idée qu'une petite force de guérilla peut être efficace contre un adversaire plus puissant.

## Critiques
Tom Metzger, fondateur de la White Aryan Resistance, bien qu'il ne s'oppose pas au concept du Northwest Imperative, estime que cette stratégie ne serait pas réalisable sans une confrontation préalable avec « le système », qui selon lui ne permettrait jamais un rassemblement pacifique de séparatistes blancs dans une région spécifique. Metzger exprime également des inquiétudes d'ordre économique et souligne le manque d'emplois dans le Nord-Ouest Pacifique ainsi que la nécessité d'un capital suffisant et d'un engagement fanatique pour établir une économie viable.